# بدبوم (فیلم ۱۹۳۹)
بدبوم (به انگلیسی:Bad Lands) فیلمی در ژانر وسترن به کارگردانی لو لندرز است که در سال ۱۹۳۹ منتشر شد.